# Wielka Stopa w Hongkongu
Wielka Stopa w Hongkongu (wł. Piedone a Hong Kong) – włoski film komediowy typu poliziottesco z 1975 roku w reżyserii Steno, z Budem Spencerem w roli głównej. Jest to drugi film z serii filmów „Wielka Stopa”.

## Fabuła
W Neapolu powstaje punkt tranzytowy międzynarodowego handlu narkotykami. Policja przygotowuje się do zdobycia niepodważalnych dowodów na Willy’ego Pastrone, czołowego handlarza narkotyków w tym mieście. W akcji uczestniczy z-ca komisarza "Wielka Stopa" Rizzo, obecnie na stanowisku dyrektora wydziału ds. narkotyków. W międzyczasie wraz z brygadierem Caputo przebranym za kobietę dopada poszukiwany gang gwałcicieli, jednocześnie brutalnie ich bijąc. Metody Rizza nie mają uznania u jego przełożonego, komisarza Morabito, który ostrzega go, że w końcu się to na nim zemści. Do Neapolu przybywa waszyngtońska brygada antynarkotykowa pod wodzą Sama Accardo, co dla Rizza oznacza traktowanie Włoszech jako amerykańską kolonię.
Gdy Interpol przekazuje informacje o przylocie do Neapolu członka włosko-amerykańskiej mafii – Franka Barelli, Rizzo postanawia zbadać jego przyjazd. Zaprasza go na obiad, celem zdobycia poszlak, gdy atakują ich policjanci nasłani przez Accarda, lecz zostają powstrzymani. Na wspólnym zebraniu Accardo dochodzi do wniosku, że we włoskiej policji jest kret handlarzy narkotyków uniemożliwiający każdą zasadzkę na nich. Rizzo uważa, że to Pastrone korumpuje owego policjanta i jedzie do jego willi. Gdy przybywa, Pastrone leży zamordowany. Przyczyną śmierci było pobicie. Rizzo jest głównym podejrzanym i jego sprawę przejmuje Morabito. Tymczasem Barella odwiedza dilera narkotyków Toma Ferramentiego, chcąc poznać nazwisko kreta. To samo robi Rizzo. Ferramenti mówi, że tę wiedzę ma tylko szef mafii narkotykowej z Dalekiego Wschodu, ale zna jego pośrednika z Bangkoku. Rizzo udaje się więc do Tajlandii.
W Bangkoku Rizzo na swej drodze spotyka Złotą Rączkę, kieszonkowca z Pozzuoli, który służy mu za przewodnika. Rizzo powołując się na Ferramentiego spotyka się z rzeczonym informatorem – tajskimi trojaczkami i blefuje im, że to on zajął miejsce Pastrone'a i zamierza odnowić wszystkie kontakty. Trojaczki zaprowadzają go do torturowanego Barelli i mówią, że Bangkok to tylko przystanek na narkotykowym szlakiem, którego początkiem jest Hongkong. Barella wydaje Rizza, który umyka trojaczkom i dzięki sekretnemu telefonowi Złotej Rączki zostają aresztowane. Rizzo przybywszy do Hongkongu odwiedza bar Golden Moon, gdzie ma być kolejny kontakt. Jednak trop się zmienia się w restauracji Green Dragon. Tam Rizzo spotyka zaprzyjaźnionych amerykańskich marynarzy, którzy pomogli mu w powstrzymaniu narkotyków z Tunisu. Jest też i Barella, który ukradkiem bada tył restauracji.
Niespodziewanie atakują go wykonawcy restauracyjnych pokazów opery chińskiej. Rizzo ratuje go, wiedząc że to przebrani bandyci wcześniej ostrzeżeni przez ludzi z Bangkoku. Wspólnie z marynarzami odpierają atak reszty bandytów. Barella zdobywa, że kontaktem jest Japonka Makiko, którą wkrótce dopadają zabójcy. Na łożu śmierci wymawia słowa "Yoko Yamata". Yoko to imię jej małoletniego syna, a Yamata to sumoka i przyjaciel Makiko. Yamata mówi, że Yoko jest w niebezpieczeństwie ze względu na zaprowadzenie Rizza na jakiegokolwiek ślad. Chce powiedzieć więcej szczegółów, lecz ginie z rąk zabójców. Barella rozstaje się z Rizzem, który zostawia Yoko u marynarzy. Kolejny trop wiedzie do Makau, gdzie udaje się niejaki Chang Li, który przekazał informacje o Green Dragon.
W tamtejszym kasynie Rizzo po ataku kolejnych bandytów zmuszony jest uciekać do morza. W rzeczywistości to portugalska policja i Rizzo musi złożyć wyjaśnienia. On i Barella zostają oskarżeni o przemyt narkotyków i zabójstwa. Oskarżenie wniósł Accardo, który podążał za śladem Rizza i ten za jego żądaniem zostaje deportowany do Włoch. W Neapolu aresztowany Rizzo jest eskortowany do aresztu pod zarzutem bycia kretem. Z pomocą Gennarina Rizzo przekazuje list Caputo, który ma zadanie przeszukać pokój hotelowy Barelli. Zostaje jednak postrzelony. Zwolniony przez policję w Makau Barella przybywa do Neapolu, co prowadzi Rizza do przekonania, że ten wie kto jest skorumpowanym policjantem. Ucieka więc z aresztu i kontaktuje się w tym celu z Accardem z prośbą o pomoc.
Rizzo spotyka Barellę, który tak naprawdę jest tajnym agentem FBI, czego Rizzo się domyślił się w Bangkoku. Kretem mafii narkotykowej jest Accardo, który jako agent brygady antynarkotykowej znał działania włoskiej policji. Także to Accardo postrzelił Caputa i zabił Pastrone'a. Chce zabić Barellę, lecz przeszkadza mu w tym Rizzo. Rozlega się bójka z ludźmi Accarda, która przeradza się w wielką burdę na ulicy. W końcu Accardo zostaje aresztowany, jednak zasługi od ministerstwa dostaje Morabito. Rizzo jednak się tym nie przejmuje, mówiąc Barelli że tak to działa we Włoszech. Z kolei Yoko zostaje adoptowany przez Rizza za namową Barelli. 

## Obsada
- Bud Spencer – z-ca kom. „Wielka Stopa” Rizzo
- Al Lettieri – Frank Barella
- Arturo Dominici – Frank Barella (głos)
- Enzo Cannavale – bryg. Caputo
- Renato Scarpa – kom. Morabito
- Manlio De Angelis – kom. Morabito (głos)
- Robert Webber – Sam Accado
- Luciano De Ambrosis – Sam Accardo (głos)
- Day Golo – Yoko
- Nancy Sit – Makiko
- Edoardo Faieta – Willy Pastrone
- Dominic Barto – Tom Ferramenti
- Michele Gammino – Tom Ferramenti (głos)
- Enzo Maggio – Gennarino
- Ester Carloni – Assunta
- Francesco De Rosa – Mimì „Złota Rączka" Apertica
- Permsak Juhsai – Tajski Trojaczek #1
- Roberto Chevalier –
  - Tajski Trojaczek #1 (głos),
  - Tajski Trojaczek #2 (głos)
  - Tajski Trojaczek #3 (głos)
- Komchaui Juhsai – Tajski Trojaczek #2
- Prachapol Juhsai – Tajski Trojaczek #3
- Chaplin Chang – Chang Li
- Jho Jenkins – Joe
- Claudio Ruffini – przyjaciel Joego #1
- Roberto Dell’Acqua – przyjaciel Joego #2
- Addy Sung Gam-Loi – bandyta z opery chińskiej
- Lino Puglisi – komisarz portugalskiej policji
- Antonio Guidi – komisarz portugalskiej policji (głos)
- Roberta Paladini – Cyganka
- Kanchalee – informatorka w Bangkoku
- Alan Chui Chung-San – informator policji w kasynie #1
- Chu Tiet Wo – informator policji w kasynie #2

Źródło:

## Produkcja
Zdjęcia były kręcone w Hongkongu, gdzie Bud Spencer był również bardzo popularny. Sceny walki z bandytami opery chińskiej odegrał zepsół kaskaderski Jackiego Chana.
Obraz ten, podobnie jak i późniejsza reszta serii, to jeden z nielicznych włoskich filmów, gdzie Bud Spencer przemawia własnym głosem, zwykle dubbingowanym ze względu na silny neapolitański akcent. Spencer uważał, że w tym przypadku jego akcent pasuje do postaci również będącej neapolitańczykiem.